# Người Nhện trong điện ảnh
Nhân vật hư cấu Người Nhện, một siêu anh hùng trong truyện tranh do Stan Lee và Steve Ditko tạo ra và xuất hiện trên các ấn phẩm của Marvel Comics, đã xuất hiện như một nhân vật chính trong nhiều bộ phim chiếu rạp và truyền hình.
Nicholas Hammond lần đầu tiên đóng vai Peter Parker / Người Nhện trong bộ phim truyền hình Spider-Man năm 1977 và đã xuất hiện với vai diễn này hai lần khác. Năm 1978, Công ty Toei đã tạo ra một phần phụ chiếu rạp của loạt phim truyền hình Người Nhện của họ, với Shinji Todō đảm nhận vai Takuya Yamashiro / Người Nhện. Đến năm 1999, Sony Pictures Entertainment đã mua lại bản quyền làm phim cho nhân vật này, tạo ra hai loạt phim cho đến năm 2014: bộ ba phim Spider-Man của Sam Raimi (2002–2007) với sự tham gia của Tobey Maguire và loạt phim The Amazing Spider-Man của Marc Webb (2012–2014) do Andrew Garfield thủ vai chính.
Vào tháng 2 năm 2015, Disney, Marvel Studios và Sony đã đạt được thỏa thuận chia sẻ bản quyền làm phim Người Nhện, dẫn đến việc một phiên bản mới của Người Nhện được giới thiệu và tích hợp vào Vũ trụ Điện ảnh Marvel. Thỏa thuận cho phép Sony Pictures tiếp tục sở hữu, tài trợ, phân phối và có quyền kiểm soát sáng tạo cuối cùng đối với các bộ phim Người Nhện solo, với Walt Disney Studios Motion Pictures sẽ phân phối các bộ phim có sự xuất hiện khác của nhân vật với tư cách hỗ trợ. Tom Holland đã thể hiện phiên bản Người Nhện này và đã xuất hiện trong sáu bộ phim cho đến nay, từ Captain America: Civil War (2016) đến Spider-Man: No Way Home (2021). Vào tháng 9 năm 2019, sau một thời gian ngắn ngừng hoạt động dẫn đến việc chấm dứt thỏa thuận cũ, Disney và Sony đã chấp nhận sự phản đối kịch liệt của người hâm mộ và đạt được thỏa thuận mới cho phiên bản của Holland sẽ xuất hiện thêm ít nhất hai lần nữa: trong một bộ phim solo khác, Spider-Man: No Way Home (2021), nơi anh xuất hiện cùng với Maguire và Garfield, những người đóng lại vai trò của họ trong phim và một bộ phim hợp tác khác. Vào tháng 12 năm 2021, Feige xác nhận rằng anh ấy và Pascal, cùng với Sony và Disney đang phát triển bộ phim Người Nhện MCU thứ tư, mặc dù kịch bản của No Way Home xác nhận rằng phiên bản Parker của Holland "không còn nữa", trong khi "Người Nhện của anh ấy sẽ sống mãi."
Các kế hoạch cho một bộ phim hoạt hình Người Nhện đã được Sony công bố vào tháng 4 năm 2015, với tiêu đề Spider-Man: Into the Spider-Verse (2018) từ Sony Pictures Animation. Shameik Moore lồng tiếng cho Miles Morales / Người Nhện trong phim, cùng với nhiều phiên bản khác của Peter Parker và các phiên bản thay thế của Người Nhện từ đa vũ trụ cũng xuất hiện. Các phần tiếp theo và các phần ngoại truyện tiềm năng đã được lên kế hoạch.
Các bộ phim về Người Nhện nhìn chung đã được đón nhận nồng nhiệt. Họ đã thu về tổng cộng hơn 6,3 tỷ đô la tại phòng vé toàn cầu, với Far From Home trở thành bộ phim Người Nhện đầu tiên thu về hơn 1 tỷ đô la trên toàn thế giới, tiếp theo là No Way Home trở thành bộ phim có doanh thu cao nhất từ trước đến nay của Sony. Ngoài ra, Into the Spider-Verse đã giành được Giải Oscar cho Phim hoạt hình hay nhất.

## Những phim thời kỳ đầu

### Loạt phim truyền hìnhThe Amazing Spider-Man
| Phim                               | Ngày phát hành      | Đạo diễn         | Biên kịch        | Nhà sản xuất                                              |
| ---------------------------------- | ------------------- | ---------------- | ---------------- | --------------------------------------------------------- |
| Spider-Man                         | 14 tháng 9 năm 1977 | E. W. Swackhamer | Alvin Boretz     | Charles W. Fries, Daniel R. Goodman và Edward J. Montagne |
| Spider-Man Strikes Back            | 8 tháng 5 năm 1978  | Ron Statlof      | Robert Janes     | Robert Janes                                              |
| Spider-Man: The Dragon's Challenge | 9 tháng 5 năm 1981  | Ron Statlof      | Lionel E. Siegel | Lionel E. Siegel                                          |

#### Spider-Man(1977)
Năm 1977, tập thử nghiệm của loạt phim truyền hình The Amazing Spider-Man được Columbia Pictures phát hành với tên Người Nhện bên ngoài Hoa Kỳ. Phim được đạo diễn bởi EW Swackhamer , được viết bởi Alvin Boretz và có sự tham gia của Nicholas Hammond trong vai nhân vật chính, David White trong vai J. Jonah Jameson và Jeff Donnell trong vai May Parker. Bộ phim được công chiếu lần đầu trên CBS vào ngày 14 tháng 9 năm 1977, và nhận được bản phát hành VHS vào năm 1980.

#### Spider-Man Strikes Back(1978)
Năm 1978, tập hai phần "Deadly Dust" từ loạt phim truyền hình The Amazing Spider-Man đã được biên tập lại và phát hành bên ngoài Hoa Kỳ dưới dạng phim truyện, Spider-Man Strikes Back . Nicholas Hammond đảm nhận vai Peter Parker / Người Nhện trong khi Robert F. Simon thay thế David White trong vai J. Jonah Jameson . Bộ phim được phát hành tại rạp vào ngày 8 tháng 5 năm 1978.

#### Spider-Man: The Dragon's Challenge(1981)
Năm 1981, một bộ phim được làm từ tập cuối của loạt phim truyền hình The Amazing Spider-Man "The Chinese Web", sử dụng phương pháp tương tự được sử dụng để làm Spider-Man Strikes Back, được phát hành với tên gọi Spider-Man: The Dragon's Challenge ở các lãnh thổ châu Âu. Nicholas Hammond và Robert F. Simon lần lượt đảm nhận vai Peter Parker / Spider-Man và J. Jonah Jameson. Nó được đạo diễn bởi Ron Satlof và được viết bởi Robert Janes. Các diễn viên khác bao gồm Rosalind Chao, Benson Fong và Ellen Bry.

### Phim của Nhật Bản
| Phim       | Ngày phát hành      | Đạo diễn        | Biên kịch     | Câu chuyện     | Nhà sản xuất     |
| ---------- | ------------------- | --------------- | ------------- | -------------- | ---------------- |
| Spider-Man | 22 tháng 7 năm 1978 | Kōichi Takemoto | Susumu Takaku | Saburo Yatsude | Susumu Yoshikawa |

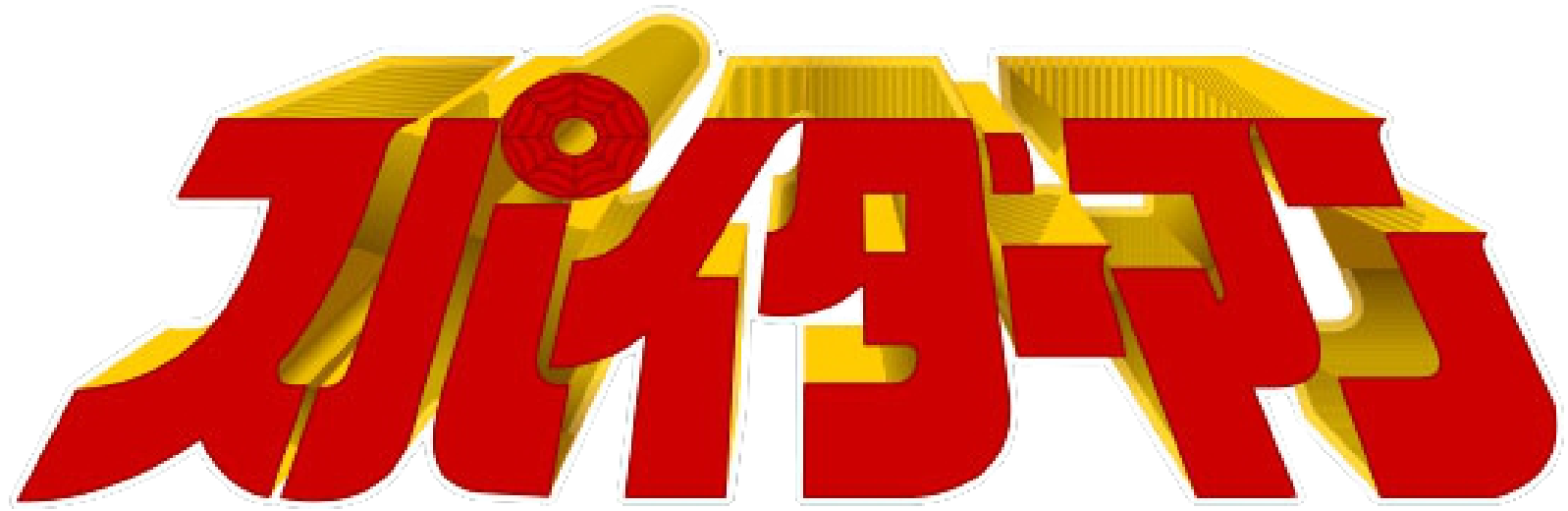
Japanese Spider-Man logo

Năm 1978, Tōei phát hành phần phụ chiếu rạp của loạt phim truyền hình Người Nhện của họ tại Liên hoan phim hoạt hình Tōei. Bộ phim được đạo diễn bởi Kōichi Takemoto, người cũng đã chỉ đạo tám tập của bộ phim truyền hình. Một tuần sau khi bộ phim được phát hành, một nhân vật được giới thiệu trong phim, Jūzō Mamiya (do Noboru Nakaya thủ vai), bắt đầu xuất hiện trong các tập của bộ phim truyền hình. Bộ phim được phát hành vào ngày 22 tháng 7 năm 1978. Giống như phần còn lại của loạt phim, bộ phim đã được phát trực tuyến trên trang web chính thức của Marvel vào năm 2009.

## Loạt phim của Sam Raimi
| Phim         | Ngày phát hành ở Mỹ | Đạo diễn  | Biên kịch                               | Câu chuyện                                    | Nhà sản xuất                            |
| ------------ | ------------------- | --------- | --------------------------------------- | --------------------------------------------- | --------------------------------------- |
| Người Nhện   | 3 tháng 5 năm 2002  | Sam Raimi | David Koepp                             | Không có                                      | Laura Ziskin và Ian Bryce               |
| Người Nhện 2 | 30 tháng 6 năm 2004 | Sam Raimi | Alvin Sargent                           | Alfred Gough, Miles Millar, và Michael Chabon | Laura Ziskin và Avi Arad                |
| Người Nhện 3 | 4 tháng 5 năm 2007  | Sam Raimi | Sam Raimi, Ivan Raimi, và Alvin Sargent | Sam Raimi và Ivan Raimi                       | Laura Ziskin, Avi Arad, và Grant Curtis |

### Người Nhện(2002)

Logo loạt phim của Sam Raimi được sử dụng từ 2002–2007.

Người Nhện theo chân Peter Parker (Tobey Maguire), một cậu học sinh trung học mồ côi, một người quan tâm cô gái hàng xóm nổi tiếng Mary Jane Watson (Kirsten Dunst). Trong một chuyến đi thực tế của lớp học khoa học tại Đại học Columbia, một "siêu nhện" biến đổi gen đã cắn Peter. Kết quả là, Peter có được những khả năng siêu phàm, bao gồm tăng sức mạnh, tốc độ và khả năng mở rộng các bức tường và tạo ra tơ hữu cơ từ cổ tay. Sau khi chú Ben (Cliff Robertson) yêu quý của mình bị sát hại, cậu thiếu niên nhận ra rằng mình phải sử dụng khả năng mới có của mình để bảo vệ thành phố New York. Trong khi đó, nhà công nghiệp giàu có Norman Osborn (Willem Dafoe), cha của người bạn thân nhất của Peter, Harry Osborn (James Franco), tự thử nghiệm mình vào một loại huyết thanh tăng cường hiệu suất thí nghiệm, tạo ra một nhân cách mới chia rẽ tâm thần và giết người. Khoác trên mình bộ đồ chiến đấu của quân đội, Norman trở thành một "Green Goblin" quái đản, kẻ bắt đầu khủng bố thành phố. Peter, với tư cách là Người Nhện, phải chiến đấu với Goblin, trong khi giải quyết các tình huống cá nhân liên quan đến gia đình và cuộc sống tình cảm của anh.

### Người Nhện 2(2004)
Hai năm sau các sự kiện của phần phim đầu tiên, Peter đấu tranh để cân bằng giữa siêu anh hùng và cuộc sống cá nhân của mình và vẫn quan tâm đến Mary Jane Watson, người hiện đã đính hôn. Harry Osborn tiếp tục tin rằng Người Nhện phải chịu trách nhiệm về cái chết của cha anh, Norman Osborn. Người Nhện đối đầu với nhà khoa học Otto Octavius (Alfred Molina), còn được gọi là Bác sĩ Bạch tuộc, người ban đầu cố vấn cho bản ngã thay thế của anh ta và có bốn xúc tu cơ học hợp nhất với xương sống của anh ta sau một thí nghiệm dựa trên phản ứng tổng hợp thất bại và bắt đầu tái tạo lại giống như cũ có thể phá hủy phần lớn thành phố New York.

### Người Nhện 3(2007)
Người Nhện 3 bắt đầu một năm sau các sự kiện của phần phim thứ hai. Peter vẫn ở với Mary Jane Watson, trong khi Harry Osborn nối nghiệp cha mình với cái danh hiệu Green Goblin mới (được ghi là New Goblin). Eddie Brock (Topher Grace), người, giống như Peter, là nhiếp ảnh gia cho tờ Daily Bugle, bắt đầu bôi nhọ Người Nhện và buộc tội anh ta. Trong khi đó, Flint Marko (Thomas Haden Church), một kẻ phạm tội đã trốn thoát, rơi vào một máy gia tốc hạt và trở thành một con quái vật cát biến đổi hình dạng được gọi là Sandman. Peter sau đó biết rằng Marko đã giết chú Ben, khiến ý đồ đen tối của Peter ngày càng lớn. Mối thù này càng được tăng lên bởi sự xuất hiện của chất cộng sinh ngoài hành tinh màu đen bí ẩn có liên kết với Peter, dẫn đến sự hình thành của một bộ trang phục đen mới. Khi Peter tách mình khỏi người ngoài hành tinh, nó tìm thấy một vật chủ mới dưới dạng Brock, dẫn đến việc tạo ra Venom và cuối cùng Peter Parker phải chiến đấu với những kẻ phản diện.

### Phim thứ tư bị hủy và khả năng hồi sinh
Sau sự xuất hiện của anh ấy trong No Way Home, một chiến dịch lớn của người hâm mộ đã thịnh hành trên Twitter với tên #MakeRaimiSpiderMan4, kêu gọi Sony thực hiện bộ phim thứ tư trong loạt phim Spider-Man của đạo diễn Sam Raimi với Tobey Maguire.

## Loạt phim của Marc Webb
| Phim                   | Ngày phát hành ở Mỹ | Đạo diễn  | Biên kịch                                        | Câu chuyện                                                     | Nhà sản xuất                            |
| ---------------------- | ------------------- | --------- | ------------------------------------------------ | -------------------------------------------------------------- | --------------------------------------- |
| Người Nhện siêu đẳng   | 3 tháng 7 năm 2012  | Marc Webb | James Vanderbilt, Alvin Sargent, và Steve Kloves | James Vanderbilt                                               | Laura Ziskin, Avi Arad, và Matt Tolmach |
| Người Nhện siêu đẳng 2 | 2 tháng 5 năm 2014  | Marc Webb | Alex Kurtzman, Roberto Orci, và Jeff Pinkner     | Alex Kurtzman, Roberto Orci, Jeff Pinkner, và James Vanderbilt | Avi Arad và Matt Tolmach                |

Logo loạt phim của Marc Webb được sử dụng từ 2012–2014.

Sau khi dự án Người Nhện 4 bị hủy bỏ, Sony thông báo rằng loạt phim sẽ được tái khởi động với một đạo diễn mới và dàn diễn viên mới. Marc Webb đã đạo diễn cả hai bộ phim Người Nhện siêu đẳng (The Amazing Spider-Man).

### Người Nhện siêu đẳng(2012)
Bộ phim tập trung vào việc Peter Parker (Andrew Garfield) phát triển khả năng của mình ở trường trung học và mối quan hệ của anh với Gwen Stacy (Emma Stone). Anh chiến đấu với Lizard, hình dạng quái dị của Tiến sĩ Curt Connors (Rhys Ifans), cộng sự cũ của cha anh và là một nhà khoa học tại Oscorp.

### Người Nhện siêu đẳng 2(2014)
Bối cảnh phim diễn ra vào hai năm sau những sự kiện của bộ phim đầu tiên. Peter Parker tốt nghiệp trung học, tiếp tục nhiệm vụ chống tội phạm của mình với tư cách là Người Nhện, trong khi chống lại Electro (Jamie Foxx) có khả năng điều khiển điện, khơi lại mối quan hệ của anh với Gwen Stacy, và chạm trán với người bạn cũ Harry Osborn (Dane DeHaan), người đang chết dần vì một căn bệnh di truyền.

### Phần phim thứ ba bị hủy, phần phim phụ và khả năng hồi sinh
Andrew Garfield nói về việc trở lại với vai diễn Người Nhện
Sau sự xuất hiện của anh ấy trong No Way Home, một chiến dịch lớn của người hâm mộ đã thịnh hành trên Twitter với 86 nghìn lượt tweet trong cuối tuần mở màn của bộ phim với tên #MakeTASM3, kêu gọi Sony làm phần phim thứ ba trong loạt phim The Amazing Spider-Man với Andrew Garfield. Trong một cuộc phỏng vấn với Entertainment Tonight, Garfield bày tỏ sự quan tâm đến việc đóng lại vai Peter Parker cho một bộ phim Người Nhện khác. Tom Holland sau đó đã ủng hộ Garfield làm The Amazing Spider-Man 3.

## Thỏa thuận cấp phép với Marvel Studios
| Phim                      | Ngày phát hành ở Mỹ  | Đạo diễn  | Biên kịch                                                                                           | Câu chuyện                               | Nhà sản xuất              |
| ------------------------- | -------------------- | --------- | --------------------------------------------------------------------------------------------------- | ---------------------------------------- | ------------------------- |
| Người Nhện: Trở về nhà    | 7 tháng 7 năm 2017   | Jon Watts | Jonathan Goldstein, John Francis Daley, Jon Watts, Christopher Ford, Chris McKenna, và Erik Sommers | Jonathan Goldstein và John Francis Daley | Kevin Feige và Amy Pascal |
| Người Nhện: Xa nhà        | 2 tháng 7 năm 2019   | Jon Watts | Chris McKenna và Erik Sommers                                                                       | Chris McKenna và Erik Sommers            | Kevin Feige và Amy Pascal |
| Người Nhện: Không còn nhà | 17 tháng 12 năm 2021 | Jon Watts | Chris McKenna và Erik Sommers                                                                       | Chris McKenna và Erik Sommers            | Kevin Feige và Amy Pascal |

Giấy phép năm 1998 của Sony, bao gồm tất cả các phim Người Nhện (bao gồm 900 nhân vật liên quan đến Người Nhện), là vĩnh viễn với điều kiện Sony phát hành một bộ phim Người Nhện mới ít nhất 5,75 năm một phim.
Vào khoảng năm 2014, trước khi phát hành The Amazing Spider-Man 2, đã có những cuộc thảo luận không chính thức giữa Amy Pascal và chủ tịch Marvel Studios Kevin Feige về việc liệu thế giới và các nhân vật trong phim The Amazing Spider-Man (bao gồm cả phiên bản của Andrew Garfield của Spider-Man) có thể được tích hợp trở lại vào Vũ trụ Điện ảnh Marvel (MCU) nhưng các cuộc thảo luận không có kết quả. Pascal và Avi Arad đã cố gắng kết nối hai nhượng quyền thương mại trước những cuộc thảo luận này, và cặp đôi tiết lộ rằng họ đang có ý định cấp phép thiết kế OscorpTháp từ The Amazing Spider-Man (2012) để nó có thể xuất hiện trên đường chân trời của Thành phố New York trong bộ phim MCU The Avengers (2012), thiết lập sự tồn tại của Người Nhện và các yếu tố liên quan trong MCU. Nó không bao giờ thành hiện thực do thiết kế của tòa nhà được hoàn thiện quá muộn trong quá trình hậu kỳ của bộ phim sau này. Sony cũng khuyến khích với ý tưởng làm một bộ phim kết hợp giữa các bộ phim The Amazing Spider-Man và các bộ phim của Sam Raimi với Garfield và Tobey Maguire đóng các phiên bản Spider-Man tương ứng của họ với Raimi được cho là đã để mắt đến đạo diễn nhưng điều này đã không bao giờ xảy ra. quả. Vào tháng 12 năm 2014, sau vụ hack máy tính của Sony Pictures , Sony và Marvel Studios được tiết lộ đã thảo luận về việc cho phép Người Nhện xuất hiện trong bộ phim MCU Captain America: Civil War (2016) trong khi vẫn có quyền kiểm soát phim. với Sony. Các cuộc nói chuyện giữa các studio sau đó đã đổ vỡ. Thay vào đó, Sony đã cân nhắc để Raimi trở lại đạo diễn một bộ ba phim mới.
Vào ngày 9 tháng 2 năm 2015, Sony Pictures và Marvel Studios thông báo rằng Người Nhện sẽ xuất hiện trong MCU, nhân vật này sẽ xuất hiện trong một bộ phim MCU và Sony phát hành một bộ phim Người Nhện do Feige và Pascal đồng sản xuất. Sony Pictures sẽ tiếp tục sở hữu, cấp vốn, phân phối và thực hiện quyền kiểm soát sáng tạo cuối cùng đối với các bộ phim Người Nhện. Feige tuyên bố rằng Marvel đã làm việc để thêm Người Nhện vào MCU kể từ ít nhất là tháng 10 năm 2014. Tháng tiếp theo, CCO Joe Quesada của Marvel Entertainment cho biết rằng phiên bản Peter Parker của nhân vật này sẽ được sử dụng, mà Feige đã xác nhận vào tháng Tư. Tháng 6 năm sau, Feige làm rõ rằng thỏa thuận ban đầu của Sony không cho phép nhân vật này xuất hiện trong bất kỳ bộ phim truyền hình nào của MCU, vì nó "rất cụ thể ... với một số lượng qua lại nhất định được phép."
Tom Holland, người đóng vai Peter Parker / Người Nhện trong MCU, tiết lộ vào tháng 11 năm 2016 rằng anh đã ký hợp đồng với "ba phim Người Nhện và ba phim solo". Vào tháng 6 năm 2017, Holland, Feige và Jon Watts, đạo diễn của các bộ phim Người Nhện MCU , xác nhận rằng cậu bé (do Max Favreau thủ vai) đeo mặt nạ Người Sắt được Tony Stark cứu khỏi cỗ máy chiến đấu không người lái trong Người Sắt 2 (2010), là một Peter Parker nhỏ tuổi, trở thành người giới thiệu nhân vật này cho MCU.
Vào tháng 8 năm 2019, Disney và Sony không thể đạt được thỏa thuận mới liên quan đến phim Người Nhện, với Marvel Studios và Feige được cho biết sẽ không còn liên quan đến bất kỳ bộ phim nào trong tương lai. Deadline Hollywood lưu ý rằng Disney đã hy vọng các bộ phim trong tương lai sẽ là một "thỏa thuận đồng tài trợ 50/50 giữa các hãng phim", với khả năng mở rộng thỏa thuận cho các bộ phim khác liên quan đến Người Nhện, một lời đề nghị mà Sony đã từ chối và không phản đối. Thay vào đó, Sony hy vọng sẽ giữ nguyên các điều khoản của thỏa thuận trước đó, trong đó Marvel sẽ nhận được 5% tổng doanh thu rạp ban đầu của bộ phim, nhưng Disney từ chối. The Hollywood Reporter nói thêm rằng việc không có thỏa thuận mới sẽ khiến Người Nhện của Holland trong MCU kết thúc. Variety trích dẫn các nguồn tin giấu tên khẳng định các cuộc đàm phán đã "đi vào bế tắc" và rằng một thỏa thuận mới vẫn có thể đạt được. Vào ngày 24 tháng 8, Feige đã bình luận tại Hội chợ triển lãm D23 của Disney: "Chúng tôi phải làm năm phim trong MCU với Người Nhện: hai phim độc lập và ba phim với Avengers. Đó là một giấc mơ mà tôi không bao giờ nghĩ sẽ xảy ra. Nó không bao giờ có nghĩa là kéo dài mãi mãi. Chúng tôi biết có một khoảng thời gian hữu hạn để có thể làm được điều này và chúng tôi đã kể câu chuyện mà chúng tôi muốn kể và tôi sẽ luôn biết ơn vì điều đó."
Tháng sau, Disney và Sony đã đạt được một thỏa thuận mới, bao gồm một bộ phim Người Nhện thứ ba cũng như một bộ phim khác, cả hai đều lấy bối cảnh trong MCU. Vào thời điểm đó, Watts đã bước vào những cuộc đàm phán cuối cùng để trở lại làm giám đốc. Vào tháng 11 năm 2021, Pascal tiết lộ trong một cuộc phỏng vấn rằng Sony và Marvel Studios sẽ tiếp tục hợp tác cho một bộ ba phim khác trong MCU.

## Loạt phim hoạt hìnhSpider-Verse

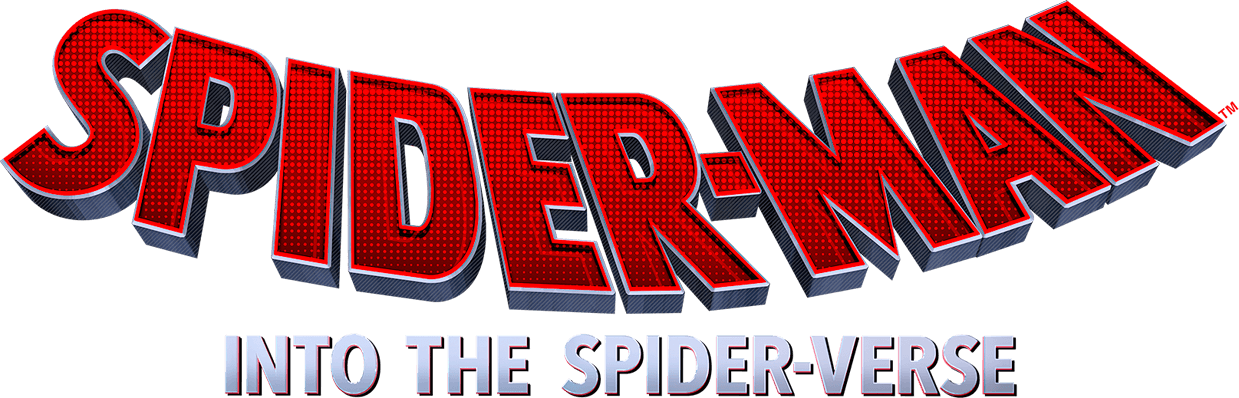
Biểu trưng cho bộ phim đầu tiên trong loạt phim Spider-Verse, Spider-Man: Into the Spider-Verse (2018).

| Phim                              | Ngày phát hành ở Mỹ  | Đạo diễn                                               | Biên kịch                                        | Câu chuyện                                       | Nhà sản xuất                                                                |
| --------------------------------- | -------------------- | ------------------------------------------------------ | ------------------------------------------------ | ------------------------------------------------ | --------------------------------------------------------------------------- |
| Spider-Man: Into the Spider-Verse | 14 tháng 12 năm 2018 | Bob Persichetti, Peter Ramsey, và Rodney Rothman       | Phil Lord và Rodney Rothman                      | Phil Lord                                        | Avi Arad, Amy Pascal, Phil Lord, Christopher Miller, và Christina Steinberg |
| Người Nhện: Du hành Vũ trụ Nhện   | 2 tháng 6, 2023      | Joaquim Dos Santos, Kemp Powers, và Justin K. Thompson | David Callaham, Phil Lord, và Christopher Miller | David Callaham, Phil Lord, và Christopher Miller | Avi Arad, Amy Pascal, Phil Lord, Christopher Miller, và Christina Steinberg |
| Người Nhện: Phía sau Vũ trụ Nhện  | 29 tháng 3, 2024     | Joaquim Dos Santos, Kemp Powers, và Justin K. Thompson | David Callaham, Phil Lord, và Christopher Miller | David Callaham, Phil Lord, và Christopher Miller | Avi Arad, Amy Pascal, Phil Lord, Christopher Miller, và Christina Steinberg |

### Spider-Man: Into the Spider-Verse(2018)
Vào tháng 4 năm 2015, Sony thông báo rằng Phil Lord và Christopher Miller đang viết và sản xuất một bộ phim hoạt hình hài Người Nhện đang được phát triển tại Sony Pictures Animation. Theo tiết lộ của vụ rò rỉ e-mail một năm trước, bộ đôi này trước đó đã được Sony chào mời để tiếp quản bộ phận hoạt hình của hãng phim. Ban đầu dự kiến phát hành vào ngày 21 tháng 12 năm 2018, Sony đã thay đổi ngày sớm hơn một tuần vào ngày 14 tháng 12. Chủ tịch Sony Pictures Animation Kristine Belson đã tiết lộ logo của bộ phim, với tựa đề Animated Spider-Man, tại CinemaCon2016, và tuyên bố rằng "về mặt khái niệm và hình ảnh, [bộ phim] sẽ tạo ra một nền tảng mới cho thể loại siêu anh hùng." Bob Persichetti sẽ đạo diễn bộ phim hoạt hình, cùng với Peter Ramsey và Rodney Rothman làm đồng đạo diễn và Miles Morales đóng vai nhân vật chính trong phim.

### Spider-Ham: Caught in a Ham(2019)
Các nhà sản xuất Into the Spider-Verse Phil Lord và Christopher Miller bày tỏ sự quan tâm đến việc phát triển phim hoạt hình ngắn với sự tham gia của Spider-Ham. Phim ngắn Spider-Ham: Caught in a Ham được phát hành vào ngày 26 tháng 2 năm 2019, cùng với bản phát hành kỹ thuật số của Into the Spider-Verse.

### Người Nhện: Du hành Vũ trụ Nhện(2023)
Vào tháng 11 năm 2018, có thông tin tiết lộ rằng Into the Spider-Verse đã bắt đầu phát triển phần tiếp theo. Phần tiếp theo, sẽ tiếp tục câu chuyện của Morales và kể về câu chuyện tình lãng mạn với Gwen Stacy / Spider-Woman, được đạo diễn bởi Joaquim Dos Santos và được viết bởi David Callaham. Vào tháng 2 năm 2021, Christopher Miller tiết lộ rằng cả anh và Phil Lord đều đang đồng viết kịch bản với Callaham và Peter Ramsey sẽ là nhà sản xuất điều hành, sau khi đồng đạo diễn bộ phim đầu tiên. Đến tháng 4, Kemp Powers và Justin K. Thompson (người sau này trước đây từng là nhà thiết kế sản xuất cho phần phim đầu tiên) được công bố sẽ đạo diễn bộ phim cùng với Dos Santos.. Vào tháng 4 năm 2022, có thông báo rằng bộ phim đã được làm lại, với biệt danh (Phần một) bị xóa để tách bộ phim và phần tiếp theo của nó. Nó được phát hành vào ngày 2 tháng 6 năm 2023 sau khi bị trì hoãn so với ngày phát hành ban đầu là ngày 8 tháng 4 năm 2022.

### Người Nhện: Phía sau Vũ trụ Nhện(2024)
Vào tháng 12 năm 2021, Lord và Miller tiết lộ rằng bộ phim sẽ được chia thành hai phần sau khi họ viết ra câu chuyện mà họ muốn kể cho phần tiếp theo và nhận ra rằng nó quá nhiều cho một bộ phim. Công việc trên cả hai phần đã diễn ra đồng thời. Bộ phim dự kiến sẽ được phát hành vào ngày 29 tháng 3 năm 2024 sau khi bị trì hoãn từ thời điểm phát hành ban đầu vào năm 2023.

## Vũ trụ Người Nhện của Sony
Công việc trên một vũ trụ mở rộng sử dụng các nhân vật phụ từ các bộ phim Người Nhện bắt đầu vào tháng 12 năm 2013. Sau thất bại tương đối nghiêm trọng và tài chính của The Amazing Spider-Man 2, những kế hoạch này đã bị từ bỏ và vào tháng 2 năm 2015, Sony đã công bố một thỏa thuận hợp tác với Marvel Studios về các bộ phim Người Nhện trong tương lai và tích hợp nhân vật này vào Vũ trụ Điện ảnh Marvel (MCU). Mối quan hệ này đã tạo ra Spider-Man: Homecoming, Spider-Man: Far From Home và Spider-Man: No Way Home, trong khi Sony đã phát triển lại Venom (2018) một cách riêng biệt như một bộ phim độc lập bắt đầu một loạt phim mới có tên là Vũ trụ Người Nhện của Sony (SSU).
Cảnh mid-credit của bộ phim Venom: Đối mặt tử thù (2021) cho thấy Eddie Brock và Venom được dịch chuyển từ khách sạn của họ đến một địa điểm xa lạ và chứng kiến phiên bản MCU của J. Jonah Jameson nói về danh tính của Người Nhện là Peter Parker. Điều này được tiếp tục trong cảnh mid-credit của Spider-Man: No Way Home, nơi Brock và Venom được chuyển trở lại vũ trụ ban đầu của anh ta, để lại một mẩu tế bào nhỏ của Venom.
Michael Keaton đảm nhận vai diễn từ Homecoming với vai Adrian Toomes / Vulture trong Morbius (2022).